# Langue des signes mauricienne
La langue des signes mauritienne (en anglais : Mauritian Sign Language, MSL), est la langue des signes utilisée par les personnes sourdes et leurs proches à l'Île Maurice.

## Histoire
À la fin du XXe siècle le Ministère de l’Éducation mauricien n'investit pas dans les écoles spécialisées. Les personnes handicapées sont rejetées, car perçues comme sans valeur, la majorité des enfants handicapés ne sont même pas scolarisés. À cause des tabous, les parents ne cherchent pas à obtenir des conseils. L’association Society for the Welfare of the Deaf (SWD) gère alors une école avec un dortoir accueillant 70 enfants où la religieuse en charge utilise la méthode de l’oralisation.
En 2004, l'État mauricien fait le choix d'adopter la MSL pour la communauté des sourds de l'île. Mais la décision de l'introduire en milieu scolaire en 2007 est contestée par certains parents et enseignants. Son utilisation est défendue par le ministère de l'Éducation et Noorjahan Joonas, l'une des initiatrices du projet MSL contre l'opposition de son utilisation dans les deux écoles spécialisées de l'île.
En mars 2007 apparaissent les premiers journaux télévisés en MSL sur la chaîne nationale MBC.
En 2012, la Society for the Welfare of the Deaf (SWD) lance un dictionnaire en MSL sur DVD. Il est basé sur le dictionnaire créé en 2006 par Alain Gébert et Dany Adone. Il sera distribué gratuitement dans les écoles à travers l’île.
En 2013, Joonas explique que la situation s'est améliorée pour les sourds de Maurice, ils ont accès à la MSL à l'école et peuvent faire des études jusqu'à 18 ans à Beau-Bassin. Alors que par le passé les hommes malentendants obtenaient seulement des emplois manuels simples, vivaient dans la rue ou étaient délinquants tandis que les femmes étaient femmes au foyer, actuellement grâce aux cours d’infographie, de coiffure, de cuisine et le projet d’une académie de danse, les sourds peuvent espérer avoir des emplois plus valorisants et mieux rémunérés. Pourtant, la société mauricienne n’est toujours pas attentive au problème du handicap et l'ouverture de classes spécialisées dans les écoles du Gouvernement reste difficile, bien qu'une école en Zone d’éducation prioritaire en ait créé une.

## Utilisation
Il existe une Association des parents des déficients auditifs (APDA) qui offre gratuitement des cours de MSL.

### Sources bibliographiques
- Martine Luchmun, « Décrypte le jt en langue des signes mauricienne », L'Express,‎ 29 avril 2007 (ISSN 1022-4408, lire en ligne).
- Noorjehan Joonas, « Dr Joonas : «Nos concitoyens font la sourde oreille» », L'Express,‎ 26 mars 2013 (ISSN 1022-4408, lire en ligne).